# 日本陸上競技選手権大会35キロ競歩
日本陸上競技選手権大会マラソン競歩（にほんりくじょうきょうぎせんしゅけんたいかいごじっきろきょうほ）は、毎年4月中旬に行われる陸上競技大会である。
日本陸上競技選手権大会と同様にその年の日本一を決める大会であるが、競歩種目では公道を使用する為、開催時期も開催場所も別になっており、ハーフマラソン競歩の日本選手権も1月に神戸市で開催される。

## 概要
1932年第19回大会より実施され、第21回から第23回と第28から第35回は開催されなかった。開催地は各都道府県持ち回りであったが、1972年から石川県輪島市で開催されている。
初期のころは輪島市消防署前を発着点とする日本陸連公認の1周10kmの周回コースで実施。1992年より鳳至小学校前を発着点とする1周2kmの周回コースとなり、2009年からは道の駅輪島周辺周回コース（1周2km、2022年から1周1km）で行なわれている。海に近く時折10m以上の浜風が吹き荒れることが特徴。
男子35km競歩にとっては世界陸上競技選手権大会やオリンピックの最終代表選考を兼ねる大会として重要な意味を持っている。また、日本陸上競技選手権実施種目では唯一、参加標準記録が設けられていなかった種目であったが、2003年大会より参加標準記録が設定された。
また、同時開催で全日本競歩輪島大会･男女10kmとジュニアの部が合わせて行なわれる(以前は男女の20kmが実施されていたが、3月の全日本競歩能美大会開設に伴い2007年より行なわれなくなった)。2008年から2日間の競技日程となり、初日に全日本競歩の部を2日目に日本選手権の部を実施している。
2007年大会は直前に発生した能登半島地震の影響で、1月の大会開催地である、神戸市六甲アイランドで代替開催となった。
2022年よりそれまでの50km競歩が廃止され、35km競歩が新設されたため、当大会も35kmに変更され、4月17日に開催された。
なお、35km競歩は日本では本大会と10月の全日本35km競歩高畠大会の2レースしかない（代表選考レースの指定はされていないが、最近では10月の岩手県北上市の大会、全日本マスターズ競歩大会・いわて北上ロードウォーク大会も加わった）。
現在は、各国際競技会の参加標準記録Aを突破しての男子35km競歩の優勝者は自動的にオリンピック、世界陸上選手権の日本代表内定を得る。
2024年大会は元日に発生した能登半島地震の影響により、輪島市での開催は中止となり、全日本35km競歩高畠大会が日本選手権を兼ねて開催される。2025年以降は能美大会が日本選手権を兼ねて開催される。2026年大会から42.195kmのマラソン競歩に変更

## 大会記録

### 男子
| 種目     | 記録          | 選手名   | 所属名 | 記録年度          |
| -------- | ------------- | -------- | ------ | ----------------- |
| 35km競歩 | 2時間21分47秒 | 川野将虎 | 旭化成 | 第108回（2024年） |

### 女子
| 種目     | 記録          | 選手名     | 所属名 | 記録年度          |
| -------- | ------------- | ---------- | ------ | ----------------- |
| 35km競歩 | 2時間44分11秒 | 岡田久美子 | 富士通 | 第107回（2023年） |

## 歴代優勝者
開催日程および歴代優勝者記録である。
第105回までは50㎞競歩の記録。

### 男子
| 回       | 開催日         | 優勝者     | 所属              | 記録          |
| -------- | -------------- | ---------- | ----------------- | ------------- |
| 79       | 1995年4月9日   | 酒井浩文   | 国士舘クラブ      | 4時間01分04秒 |
| 80       | 1996年4月14日  | 小坂忠広   | デサント          | 3時間51分25秒 |
| 81       | 1997年4月13日  | 今村文男   | 富士通            | 3時間52分32秒 |
| 82       | 1998年4月12日  | 今村文男   | 富士通            | 3時間49分38秒 |
| 83       | 1999年4月18日  | 今村文男   | 富士通            | 3時間55分37秒 |
| 84       | 2000年4月16日  | 今村文男   | 富士通            | 3時間53分20秒 |
| 85       | 2001年4月15日  | 今村文男   | 富士通            | 3時間54分44秒 |
| 86       | 2002年4月14日  | 今村文男   | 富士通            | 3時間56分51秒 |
| 87       | 2003年4月20日  | 今村文男   | 富士通            | 3時間59分20秒 |
| 88       | 2004年4月11日  | 山崎勇喜   | 順天堂大学        | 3時間55分20秒 |
| 89       | 2005年4月17日  | 山崎勇喜   | 順天堂大学        | 3時間50分39秒 |
| 90       | 2006年4月16日  | 山崎勇喜   | 長谷川体育施設    | 3時間43分38秒 |
| 91       | 2007年4月15日  | 山崎勇喜   | 長谷川体育施設    | 3時間47分40秒 |
| 92       | 2008年4月13日  | 山崎勇喜   | 長谷川体育施設    | 3時間41分55秒 |
| 93       | 2009年4月12日  | 山崎勇喜   | 長谷川体育施設    | 3時間40分12秒 |
| 94       | 2010年4月18日  | 山崎勇喜   | 長谷川体育施設    | 3時間46分56秒 |
| 95       | 2011年4月17日  | 森岡紘一朗 | 富士通            | 3時間44分45秒 |
| 96       | 2012年4月15日  | 山崎勇喜   | 自衛隊            | 3時間41分47秒 |
| 97       | 2013年4月21日  | 谷井孝行   | SGHグループさがわ | 3時間44分25秒 |
| 98       | 2014年4月20日  | 谷井孝行   | 自衛隊            | 3時間41分32秒 |
| 99       | 2015年4月19日  | 谷井孝行   | 自衛隊            | 3時間40分19秒 |
| 100      | 2016年4月17日  | 谷井孝行   | 自衛隊            | 3時間44分12秒 |
| 101      | 2017年4月16日  | 荒井広宙   | 自衛隊            | 3時間49分49秒 |
| 102      | 2018年4月15日  | 野田明宏   | 自衛隊            | 3時間45分56秒 |
| 103      | 2019年4月14日  | 鈴木雄介   | 富士通            | 3時間39分07秒 |
| 104      | 2020年4月12日  | 中止       | 中止              | 中止          |
| 105      | 2021年4月11日  | 丸尾知司   | 愛知製鋼          | 3時間38分42秒 |
| 106      | 2022年4月17日  | 川野将虎   | 旭化成            | 2時間26分40秒 |
| 107      | 2023年4月16日  | 野田明宏   | 自衛隊体育学校    | 2時間23分13秒 |
| 108      | 2024年10月27日 | 川野将虎   | 旭化成            | 2時間21分47秒 |
| 109      | 2025年3月16日  | 勝木隼人   | 自衛隊体育学校    | 2時間24分38秒 |
| 日本記録 |                |            |                   |               |

### 女子
| 回       | 開催日         | 優勝者     | 所属     | 記録          |
| -------- | -------------- | ---------- | -------- | ------------- |
| 106      | 2022年4月17日  | 園田世玲奈 | NTN      | 2時間45分48秒 |
| 107      | 2023年4月16日  | 岡田久美子 | 富士通   | 2時間44分11秒 |
| 108      | 2024年10月27日 | 渕瀬真寿美 | 建装工業 | 2時間52分38秒 |
| 109      | 2025年3月16日  | 梅野倖子   | 順天堂大 | 2時間46分53秒 |
| 日本記録 |                |            |          |               |

## 競技種目
- 男子
  - 日本選手権35km競歩
  - 10km競歩
  - ジュニア3km競歩
  - ジュニア10km競歩
  - 20km競歩(2007年より実施せず)
  - 40歳以上10km競歩(2001年より実施せず)
- 女子
  - 10km競歩
  - ジュニア3km競歩
  - ジュニア5km競歩
  - 20km競歩(2007年より実施せず)

## これまでの主な外国人招待選手
- カルロス・メルセナリオ（メキシコ・1992年バルセロナオリンピック男子50km競歩銀メダル）
- ダニエル・ガルシア（メキシコ・1997年世界陸上選手権男子20km競歩金メダル）
- ホエル・サンチェス（メキシコ・2000年シドニーオリンピック男子50km競歩銅メダル）
- ノエ・エルナンデス（メキシコ・2000年シドニーオリンピック男子20km競歩銀メダル）
- ジャスティン・ガトリン (アメリカ・2004年アテネオリンピック100mの金メダリスト）